# Консольные войны
«Консольные войны» — термин, используемый для обозначения периодов интенсивной конкуренции за долю рынка между производителями игровых приставок (игровых консолей). Победителей в этих «войнах» можно определять по-разному: по степени проникновения и финансовым результатам, либо по привязанности и количеству любителей консоли и её игр. Сам по себе термин не предполагает «чистой» победы: в консольных войнах не решается, останется ли производитель на рынке или покинет его.

## Домашние компьютеры
- ZX Spectrum против Commodore 64

В Великобритании война Atari против Intellivision никогда не достигала таких масштабов и последствий, как в Северной Америке. Вместо этого противостояние ZX Spectrum против Commodore в середине 1980-х стало первой подобной войной в Европе. Это было связано с тем, что журналы о компьютерных играх пришли к единому формату, а также с тем, что эти компьютеры в гораздо большей степени, чем предыдущие системы, стали частью молодёжной культуры. Commodore 64 в целом был гораздо более технически продвинут, чем Spectrum, но он, как правило, продавался по вдвое большей цене.
- BBC Micro и Apple против ZX Spectrum и C64

Одновременно с противостоянием между Spectrum и C64 происходил другой конфликт, где оба этих компьютера выступали против BBC Micro, других компьютеров Acorn и компьютеров от Apple. BBC Micro был ориентирован на обучение, поддерживался серией телевизионных программ BBC и поставками в школы. ZX Spectrum и Commodore 64 были более ориентированы на игры. Тенденция была такова, что более дешёвыми Spectrum/C64 в основном владели дети из семей рабочих, а более дорогие BBC Micro, Acorn и Apple покупались для детей из богатых семей. Кроме того, компьютеры Acorn и некоторые модели BBC (в частности, серия BBC Master) нашли свою нишу в качестве компьютеров для бизнеса: будучи совместимыми с телетекстом, более дорогие машины лучше подходили для этой роли. Всего было выпущено около 1,5 млн машин BBC Micro. Продажи ZX Spectrum достигли 1 млн за первые 17 месяцев; всего было продано более 5 млн ZX Spectrum (считая все модели, включая +2 и +3, но не считая многочисленных клонов).
Борьба за этот сегмент рынка была показана в документальной драме BBC «Micro Men».
- Amiga против Atari ST

Противостояние Amiga против Atari ST происходило в конце 1980-х. В Великобритании и Франции, где, по сравнению с другими странами, ST была относительно сильнее, война продолжалась и в начале 1990-х годов. В конце концов, продажи Amiga значительно превзошли продажи ST даже в Великобритании. Amiga располагала лучшей графикой и звуком, а также встроенным двухсторонним дисководом. ST была дешевле и имела встроенный MIDI-порт. Многие ранние игры были сначала разработаны для ST и затем просто портированы на Amiga с использованием того же самого кода и графики, но с переработанным звуком.

## 8-разрядная эра
- NES против SEGA Master System

Во время так называемой 8-разрядной эры Nintendo Entertainment System (NES) распространилась в Северной Америке и в Японии (как Famicom), частично благодаря более раннему выпуску, а частично — за счёт того что Nintendo применяла санкции к разработчикам, которые выпускали свои игры для других систем, если эти игры уже были выпущены на NES. Это дало результат и подавило поддержку SEGA Master System со стороны разработчиков игр, в результате позволило одержать победу в конкурентной борьбе. Тем не менее, в Европе Master System продавалась значительно лучше NES, а в Бразилии Sega смогла опередить Nintendo за счёт сделки с местным производителем электроники Tectoy, которая вскоре стала производить и распространять лицензионные консоли Sega на территории Бразилии. В Австралии первоначально Master System также лидировала, но сдала позиции после того как NES стала продаваться под маркой Mattel.
Объём продаж по всему миру:
1. Nintendo Entertainment System — 61,91 млн всего[2]
2. SEGA Master System — 13 млн

## Первые портативные устройства
- Nintendo Game Boy и Game Boy Color против Sega Game Gear и Atari Lynx

В этом противостоянии Nintendo Game Boy оставил далеко позади Sega Game Gear и Atari Lynx, став одной из наиболее успешных консолей в истории. В целом эта победа объясняется бо́льшим временем работы от батарей (при их меньшем количестве для использования), более низкой ценой и более широкой поддержкой сторонних разработчиков, несмотря на то, что Game Gear и Lynx имели цветной экран. Nintendo продолжила исследования и выпустила Game Boy Pocket с первым по-настоящему чёрно-белым экраном, а позже и Game Boy Color с почти полной обратной совместимостью.
Объём продаж по всему миру:
1. Nintendo Game Boy и Game Boy Color вместе — 118,69 млн всего[2]
2. Sega Game Gear — 11 млн

## 16-разрядная эра
- Super Nintendo Entertainment System (SNES, Super Famicom) против Sega Mega Drive/Genesis

«16-битная эра» в основном известна соперничеством между Sega Mega Drive (в Северной Америке известной как Sega Genesis, по причинам, связанным с торговой маркой) и Super Nintendo Entertainment System (SNES) (известной как Super Famicom в Японии). Sega Mega Drive вышла примерно на два с половиной года раньше, чем SNES, и её первые несколько лет были довольно успешными, а после появления серии Sonic the Hedgehog приставка стала продаваться ещё лучше. Тем не менее, даже вышедший впоследствии первый Mortal Kombat от компании Midway c жестоким и кровавым геймплеем не смог спасти Sega от окончательного поражения, во многом из-за неудачной рекламной кампании с продажей аддонов для приставки, таких как Sega Mega-CD и Sega 32X, имевших на старте продаж стоимость, превышавшую стоимость самой консоли.
Объём продаж по всему миру:
1. Super Nintendo Entertainment System/Super Famicom — 49,10 миллионов всего (из них 20 млн в США)[2]
2. Mega Drive/Genesis — 39,70 млн (Япония 4,30 млн, Америка: 25 млн, другие страны: 10,40 млн)[3]

В России и СНГ огромными партиями продавались многочисленные клоны Sega Mega Drive (по неофициальным данным, примерно 30 к 1 против оригинальных), а также миллионы как лицензионных, так и пиратских копий игровых картриджей. Оригинальная SNES также практически не выходила на российский рынок (ее можно было приобрести лишь в крупных городах, где компания Стиплер смогла открыть филиалы), имела весьма высокую цену за приставку (135-150$) и в результате практически не пользовалась спросом.

## 32-разрядная эра
- Sega Saturn против PlayStation против Nintendo 64

«32-битная эра» ознаменовалась появлением консолей от Sony и прорывом в игровой индустрии их приставок. Консоль нового поколения от Nintendo — Nintendo 64 — стала жертвой неправильного инженерного решения — использования дорогих и начинающих устаревать картриджей. Sega Saturn, из-за желания руководства выпустить приставку раньше своего конкурента из Sony, крайне неудачного маркетингового хода с выпуском приставки в США и Европе, высокой стоимости по сравнению с конкурентами (400$ против 300$ от Sony и 200$ от Nintendo), инновационных решений инженеров и нежелания сторонних разработчиков заниматься освоением сложной архитектуры полностью провалилась, сумев закрепиться лишь на японском рынке.
Объём продаж по всему миру:
1. PlayStation — 102,49 млн на момент остановки производства 31 декабря 2006 г.[4]
2. Nintendo 64 — 32,93 млн всего[2]
3. Sega Saturn — 9,5 млн на 3 октября 2008 г.

## Шестое поколение
- Sega Dreamcast против PlayStation 2 против Nintendo GameCube против Xbox

Шестое поколение стало переломным моментом для мира видеоигр. Несколько неудачная маркетинговая политика Sega в отношении своей новой консоли, активное давление со стороны Sony поставили точку в жизни приставок от Sega. Нежелание Nintendo использовать популярный формат DVD и замена его компактным mini-DVD с меньшим объёмом также оттолкнули некоторое количество покупателей. Xbox стала проверкой Microsoft на то, смогут ли они выйти на рынок приставок. PlayStation 2 ввиду популярных решений, привлечения огромного количества разработчиков стала безоговорочным лидером в шестом поколении приставок, а также самой продаваемой консолью в истории.                                         
Объём продаж по всему миру:
1. PlayStation 2 — 154,59 млн на конец июня 2011 года[5].
2. Xbox — 24 млн на 10 мая 2006 года[6]
3. Nintendo GameCube 21,74 млн всего[2]
4. Sega Dreamcast 10,6 млн на 6 сентября 2006 года[7]

## Седьмое поколение
- Wii против Xbox 360 против PlayStation 3

Консоли от Sony и Microsoft оказались, по существу, закономерным развитием идей, заложенных в предыдущем поколении. Nintendo пошли другим путём, предложив революционный контроллер Wii Remote. Необычное решение было рассчитано на привлечение новой аудитории, ранее не интересовавшейся видеоиграми. Тем не менее, любители «традиционного» кнопочного управления, как правило, считают игры для Wii слишком казуальными.
Объём продаж по всему миру:
1. Wii — 109.6 млн всего[2]
2. PlayStation 3 — 87 млн на 3 апреля 2015 года[9]
3. Xbox 360 — 84 млн на 9 июня 2014 года[8]

- Nintendo DS и Game Boy Advance против PlayStation Portable

Хотя первоначально Nintendo и Sony старались избегать конкуренции на рынке портативных консолей, было очевидно, что с выходом Nintendo DS и PlayStation Portable появится новое поле для консольной войны. На выставке E3 2006 года представители Nintendo сделали высказывание о том, что продажи Nintendo DS превысили продажи PSP — и это было воспринято как декларация нового противостояния.
Объём продаж по всему миру:
1. Nintendo DS, включая Lite, DSi и XL — 147,86 млн всего[2]
2. Game Boy Advance, включая GBA SP и GB Micro — 81,51 млн всего[2]
3. PlayStation Portable — 72,99 млн на конец июня 2011 года[8][9]

## Восьмое поколение
- Wii U против Xbox One против Playstation 4

В результате больших продаж Kinect для Xbox 360 и успеха Wii Microsoft решила сделать его неотъемлемой частью Xbox One, однако основная аудитория консоли ею не пользовалась и не была готова платить за неё деньги. Также аудитория не оценила огромный акцент на презентации от Microsoft на различные сервисы и другие аспекты, не связанные напрямую с видеоиграми. Sony, в свою очередь, провела работу над ошибками, главной из которых является уменьшение цены на консоль. Nintendo решила переключиться с «казуальной» аудитории на более «хардкорную», как у Sony и Microsoft, но из-за этого старая аудитория не приняла Wii U, а новую набрать не получилось из-за сомнительной рекламной кампании.
Объём продаж по всему миру:
1. Playstation 4 — 117 млн на август 2022[12]
2. Xbox One — около 58,5 млн на август 2022 [10]
3. Wii U — 13,5 млн всего[10]

- PlayStation Vita против Nintendo 3DS

Невзирая на высокую производительность PS Vita и наличие большого разнообразия игр, тот факт, что для расширения памяти годятся только карты памяти от Sony, и отсутствие широкой рекламы, погубили портативную консоль от Sony. Nintendo 3DS улучшила всё то, что было в Nintendo DS, а также успех самой консоли в прошлом поколении привёл новую аудиторию.
Объём продаж по всему миру:
1. PlayStation Vita — около 15-16 млн всего (по неофициальным данным)
2. Nintendo 3DS — 72,9 млн всего[11]

## Девятое поколение
- Nintendo Switch против Xbox Series X/S против Playstation 5

Началась война тогда, когда появилась Nintendo Switch в 2017 году. После Microsoft и Sony выпускают новые приставки: Xbox Series X/S и PlayStation 5. В конце 2023 года Sony сделали портативную версию PlayStation 5 под названием PlayStation Portal. Многим она не нравилась из-за того, что работала только через Remote Play, то есть без консоли в неё поиграть невозможно. Но год спустя портативка всё же получила возможность играть через облачный гейминг без наличия самой консоли.
Объём продаж по всему миру:
1. Nintendo Switch — 129,53 млн копий (июнь 2023 года)
2. Playstation 5 — 50 млн копий
3. Xbox Series X/S — 21 млн копий